# Rio Bârghiș
O Rio Bârghiş é um rio da Romênia afluente do Rio Hârtibaciu, localizado no distrito de Bacău.